# Journal of the American Research Center in Egypt
Le Journal of the American Research Center in Egypt (JARCE) est une revue académique publiée pour le compte de l'American Research Center in Egypt par Lockwood Press. Elle a été créée en 1962 pour publier des recherches « sur l'art, l'archéologie, les langues, l'histoire et les systèmes sociaux du peuple égyptien ». Comme il est d'usage pour les revues égyptologiques, elle accepte les articles écrits en anglais, français ou allemand.

## Rédacteurs
Les égyptologues suivants ont occupé la fonction de rédacteur en chef pour JARCE depuis sa création en 1962 :
- Emily Teeter, Université de Chicago (rédactrice en chef de 2019 à aujourd'hui)[1].
- Peter Piccione, Collège de Charleston (rédacteur en chef par intérim depuis 2018)[3].
- Eugene Cruz-Uribe, Indiana University East (rédacteur en chef de 2005 à 2018)[3].
- Ann Macy Roth, Université Howard (rédactrice de 2002 à 2004)[4].
- John L. Forster, Université Roosevelt (rédacteur en chef de 1984 à 2001)[5].
- Gerald E. Kadish, Université d'État de New York à Binghamton (éditeur de 1973 à 1983)[6].
- Klaus Baer, Oriental Institute, Université de Chicago (éditeur de 1971 à 1972)[7].
- Alan R. Schulman, Queens College, New York (éditeur de 1967 à 1970)[8].
- Edward L. B. Terrace, Musée des Beaux-Arts (Boston) (éditeur de 1962 à 1966)[9].